# Арнетт, Росс Гарольд, младший
Росс Гарольд Арнетт младший (Ross H. Arnett Jr.; 1919—1999) — американский энтомолог, специализировавшийся на изучении жуков. Основатель колеоптерологического журнала Coleopterist’s Bulletin.
Первой работой учёного стал природоохранный департамент штата Нью-Йорк, где он изучал содержимое желудков дичи (птиц). С 1942 по 1945 год служил в Армии США, часть этого времени занимаясь там также наукой. Выйдя в отставку, Арнетт вернулся к изучению жуков, которым интересовался с юных лет. В 1947 году основал журнал, в 1948 году получил докторскую степень.
Его наиболее известной работой стала Beetles of the United States (1963). С 1979 года покинул все посты и посвятил себя написанию книг. Скончался, работая над трудом American Beetles, опубликованным посмертно.

## Семья
Состоял в браке с Мэри Эннис с 1942 года.